# Santina Veículos
Santina Veículos war ein brasilianischer Hersteller von Automobilen.

## Unternehmensgeschichte
Das Unternehmen aus Rio de Janeiro begann 1985 mit der Produktion von Automobilen und Kit Cars. Der Markenname lautete Belfusca. 1987 endete die Produktion.
Duna setzte die Produktion eines Modells unter eigenem Markennamen fort.

## Fahrzeuge
Das erste Modell war ein VW-Buggy. Ein luftgekühlter Vierzylinder-Boxermotor von Volkswagen do Brasil war im Heck montiert und trieb die Hinterräder an. Auffallend waren die vier eckigen Scheinwerfer an der Fahrzeugfront.
1987 kam der Beljipe dazu. Dies war ein zweitüriges Mehrzweckfahrzeug auf gleicher Basis. Die Karosserie bestand aus Fiberglas.